# Goephanes
Goephanes is een kevergeslacht uit de familie van de boktorren (Cerambycidae). De wetenschappelijke naam van het geslacht werd voor het eerst geldig gepubliceerd in 1862 door Francis Polkinghorne Pascoe.

## Soorten
Goephanes omvat de volgende soorten:
- Goephanes biflavomaculatus Breuning, 1957
- Goephanes cristipennis Breuning, 1957
- Goephanes zebrinoides Breuning, 1971
- Goephanes zebrinus (Fairmaire, 1897)
- Goephanes albolineatipennis Breuning, 1971
- Goephanes albosignatus Breuning, 1965
- Goephanes albosticticus Breuning, 1957
- Goephanes basiflavicornis Breuning, 1966
- Goephanes bipartitus Fairmaire, 1897
- Goephanes comorensis Breuning, 1957
- Goephanes continentalis Breuning, 1957
- Goephanes fasciculatus Breuning, 1957
- Goephanes flavovittipennis Breuning, 1966
- Goephanes funereus (Fairmaire, 1902)
- Goephanes fuscipennis Breuning, 1971
- Goephanes fuscipes Breuning, 1957
- Goephanes fuscovariegatus Breuning, 1971
- Goephanes griveaudi Breuning, 1976
- Goephanes humeralis Breuning, 1957
- Goephanes interruptus Fairmaire, 1902
- Goephanes luctuosus Pascoe, 1862
- Goephanes mediovittatus Breuning, 1957
- Goephanes mediovittipennis Breuning, 1961
- Goephanes minimus Breuning, 1961
- Goephanes niviplagiatus (Fairmaire, 1897)
- Goephanes notabilis (Fairmaire, 1905)
- Goephanes obliquepictus (Fairmaire, 1903)
- Goephanes ochreosticticus Breuning, 1957
- Goephanes olivaceus Breuning, 1938
- Goephanes pacificus (Fairmaire, 1897)
- Goephanes parteauricollis Breuning, 1965
- Goephanes pauliani Breuning, 1957
- Goephanes pictidorsis (Fairmaire, 1897)
- Goephanes pictipennis Breuning, 1961
- Goephanes pictoides Breuning, 1971
- Goephanes pictus Fairmaire, 1896
- Goephanes ralaisalamai Breuning, 1964
- Goephanes rufescens Breuning, 1938
- Goephanes ruficornis Breuning, 1964
- Goephanes rufoflavus Breuning, 1971
- Goephanes transversepictus Breuning, 1959
- Goephanes vadoni Breuning, 1971
- Goephanes varicolor Breuning, 1961
- Goephanes viettei Breuning, 1976
- Goephanes virgulifer Fairmaire, 1897